# Iago Montalvão
Iago Montalvão Oliveira Campos (Goiânia, 14 de maio de 1993), é um ativista do movimento estudantil brasileiro, ex-presidente da União Nacional dos Estudantes (UNE), no biênio 2019–2021.

## Formação
O engajamento no movimento estudantil começou cedo: na adolescência, atuou no Grêmio do Colégio Aplicação, escola pública da Universidade Federal de Goiás, onde cumpriu toda sua formação escolar. Ao ingressar na universidade foi estagiário e bolsista de iniciação científica do CNPq, e atuou como monitor da Sociedade Brasileira para o Progresso da Ciência (SBPC), sendo também bolsista-monitor do projeto "Cinema pela Verdade". Seguiu para a direção do DCE da UFG, foi vice-presidente regional da UNE em Goiás e posteriormente diretor da executiva da UNE. Por um período, foi integrante do Centro Acadêmico Visconde de Cairu (CAVC) na Faculdade de Economia, Administração e Contabilidade da Universidade de São Paulo.
Depois de três anos cursando História divididos entre a UFG e UnB, começou a cursar Economia na USP.

### Movimento Estudantil

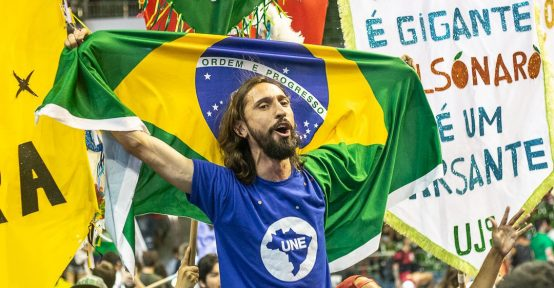
Iago durante o 57˚ Congresso da UNE, quando foi eleito presidente da entidade

Militante da União da Juventude Socialista (UJS), foi eleito presidente da UNE no 57º Congresso da entidade em  14 de julho de 2019, com 70% dos votos. Após a eleição para a presidência da UNE, diversos posts de redes sociais circularam a falsa notícia de que ele teria 33 anos e seria estudante de Ciências Sociais desde 2004, ano em que completava 11 anos de idade.
Naquele mesmo mês, interrompeu a reunião de lançamento do programa “Future-se”, do Governo Federal. Durante sua fala, Iago questionou o então ministro Abraham Weintraub, que convidou os estudantes para uma reunião no Ministério da Educação.
Durante o Governo Jair Bolsonaro, a UNE liderou os protestos estudantis contrários a cortes na educação do ensino básico ao superior e congelamentos nas áreas de desenvolvimento de ciência e tecnologia que atingiram diversas universidades brasileiras.[carece de fontes?] Como resultado, o governo recuou e descontigenciou a verba cortada.
Em 2020, após estudantes apontarem erros na correção do ENEM, entidades estudantis juntas da UNE protocolaram no MPF pedido de auditoria, com objetivo de investigar todas as possíveis irregularidades na correção do exame.